# Black the Fall
Black the Fall (stilizat ca BLAƆK THE FALL) este un joc video de tip puzzle dezvoltat de Sand Sailor Studio și publicat de Square Enix pentru Linux, Microsoft Windows, OS X, PlayStation 4, Xbox One și Nintendo Switch. Jucătorul controlează un mașinist într-o lume distopică insipirată de Revoluția Română, încercând rezolvarea puzzle-urilor de mediu și evitarea morții.

## Gameplay
Black the Fall este un puzzle platformer. Caracterul jucătorului este un mașinist anonim care scapă dintr-un mediu suprarealist și preponderent monocromatic, prezentat ca un joc de platforme 2.5D. Jucătorul controlează mașinistul care merge, urcă și folosește obiecte pentru a depăși obstacolele și pentru a progresa în joc. Mașinistul dobândește capacitatea de a controla mintea altor muncitori și mai târziu un robot pentru a finaliza anumite puzzle-uri.
Mașinistul poate muri în diferite moduri, cum ar fi să fie împușcat cu mitraliere, prins de paznici, zdrobit de mașini, ars de foc sau înecat.

## Poveste
Într-o Românie comunistă distopică un mașinist merge la muncă pedalând o bicicletă pentru a alimenta o mașină. Hotărăște să fugă din marea fabrică unde întâlnește în filmările de la TV propagandă, grupuri de oameni care aplaudă un discurs al lui Nicolae Ceaușescu și un depozit cu mechas blindate cu două picioare folosite pentru represiune.
Mașinistul ajunge afară, acolo fiind un pustiu unde toți copacii sunt morți și solul este poluat de marile fabrici. Aici găsește un robot folosit pentru a finaliza puzzle-uri. După ce a trecut pe lângă un parc tematic abandonat, mașinistul trece printr-un zid către un oraș distrus, unde oamenii încă se roagă într-o biserică care va fi demolată în curând. Este arestat într-un autobuz supraaglomerat dintr-un oraș în haos și dus la închisoare.
După ce a scăpat din celula sa, mașinistul acum rănit se plimbă printr-o închisoare abandonată. Se ascunde într-o groapă comună pentru a evita capturarea înainte de a ajunge afară, unde are loc o revoluție cu oamenii care se revoltă împotriva guvernului. Mașinistul folosește un mecha semi-rupt pentru a deschide o gaură în zidul orașului. Jocul se termină cu mașinistul mergând în fața imaginilor Revoluției Române.

## Lansare
Jocul a fost lansat pe Steam în early access în 2014. A avut și o campanie Kickstarter în 2014.

## Recepție
Pe Metacritic, jocul a primit recenzii „mixte sau medii”, potrivit site-ului.